# رینو مارکسی
رینو مارکسی (به ایتالیایی: Rino Marchesi) بازیکن فوتبال و اهل ایتالیا است که از سال ۱۹۶۱ میلادی عضو تیم ملی فوتبال ایتالیا بوده و در ۲ بازی ملی حضور داشته‌است. او در بازی‌های ملی‌اش گلی به ثمر نرساند.
رینو مارکسی آخرین بازی ملی خود را در سال ۱۹۶۲ میلادی انجام داد.